# Fredericktown-Millsboro
Fredericktown-Millsboro is een plaats (census-designated place) in de Amerikaanse staat Pennsylvania.

## Demografie
Bij de volkstelling in 2000 werd het aantal inwoners vastgesteld op 1094.

## Geografie
Volgens het United States Census Bureau beslaat de plaats een oppervlakte van
4,5 km², geheel bestaande uit land.

## Plaatsen in de nabije omgeving
De onderstaande figuur toont nabijgelegen plaatsen in een straal van 12 km rond Fredericktown-Millsboro.